# Fort Le Marze
Le Fort Le Marze (en italien Forte Le Marze ou Forte delle Marze) est une fortification côtière située à l'extrémité nord-ouest de la municipalité de Grosseto, en Toscane, le long du tronçon côtier qui relie Marina di Grosseto à Castiglione della Pescaia.
.

## Histoire
L'ensemble a été construit par les Lorrains dans la seconde moitié du XVIIIe siècle, à l'emplacement où s'élevait probablement une ancienne fortification. En plus de ses fonctions d'observation et de défense, le complexe était un point de collecte de sel, après l'abandon des salines historiques près de la tour Trappola, et une base pour les travaux de réhabilitation de la zone dirigés par Leonardo Ximenes.
Entre la fin du XVIIIe siècle et le milieu du XIXe siècle, l'ouvrage remplissait des fonctions exclusivement militaires, pour ensuite être définitivement désarmé.
La fortification a ensuite subi de profondes modifications, dues à la fois à une lourde restructuration qui a eu lieu dans les premières décennies du siècle dernier, et au recul de la ligne littorale. Ce dernier phénomène a fait que le bâtiment se situe en début de plage et non plus dans sa position d'origine sur le rivage en contact direct avec l'eau de mer.

## Description
Le fort de Marze a une section quadrangulaire, avec des murs recouverts de pierre aux niveaux inférieurs et de briques aux niveaux supérieurs ; esthétiquement, elle a acquis les caractéristiques typiques d'une villa, à la suite de la rénovation du XXe siècle qui l'a transformée en maison de vacances.
Les éléments d'origine se retrouvent principalement dans les courtines revêtues de pierre et dans la partie la plus élevée de l'édifice, couverte d'un toit à 4 versants peu prononcés caractérisé par une série de cheminées.
La terrasse fermée par la courtine à l'ouest est dominée par une loggia du XXe siècle, couverte d'un toit en pente.

## Galerie

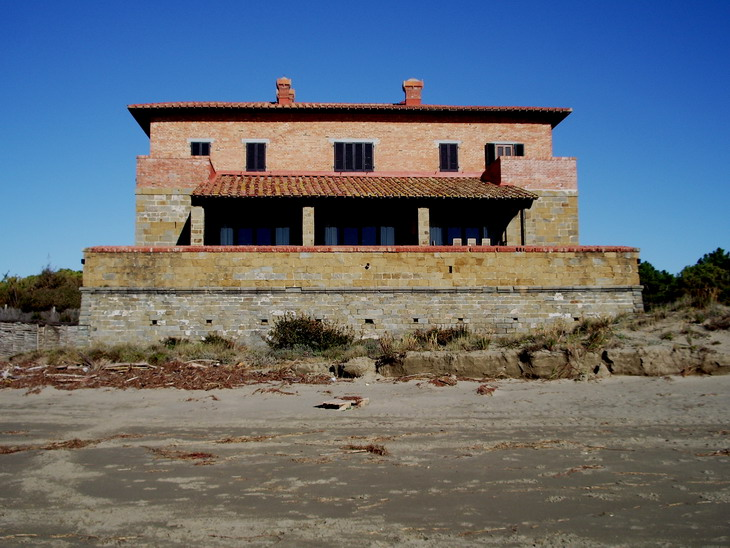